# 長洲公眾碼頭
長洲公眾碼頭（英語：Cheung Chau Public Pier）位於香港長洲海傍街，在長洲渡輪碼頭和長洲避風塘之間，共有四個船隻泊位，主要用作起卸貨物及往來附近島嶼及西灣張保仔洞的街渡之用。

## 歷史
長洲公眾碼頭在1950年代建成，2002年因長期的風雨和海水侵蝕，政府決定斥資2700萬港元重建。2003年5月，重建工程開工，並在2005年3月16日完成重建。2015年8月8日，首條渡輪航線開辦，由翠華船務旗下翠盈船務營運，來往此碼頭與香港仔海濱公園。然而，因開辦以來客量稀少及營運成本高昂，此航線最終在2020年1月1日停止服務。

## 建築特色
長洲公眾碼頭設有四個船隻泊位及天幕式的上蓋，以樁柱作地基，這種設計能減低對水流的阻礙及避免挖掘海床淤泥所帶來的海洋生態影響。